# El Juramento de los Treinta y Tres Orientales
El Juramento de los Treinta y Tres Orientales es una obra pictórica realizada por el artista uruguayo Juan Manuel Blanes entre los años 1875 y 1878. La obra escenifica el juramento de “Libertad o Muerte” realizado por los participantes de la Cruzada Libertadora tras el desembarco en la playa de la Agraciada, el 19 de abril de 1825. La obra es una representación idealizada del hecho histórico.
Es una obra icónica dentro de la sociedad uruguaya, tanto por su estilo pictórico como por la importancia de los hechos representados. Es considerada también una de las obras más emblemáticas del artista uruguayo.
Al finalizar la pintura, Blanes la exhibió en su taller, al que abrió para que todo el público pudiera apreciar la obra. Actualmente, la obra es propiedad del Museo Nacional de Artes Visuales, pero se encuentra cedida en préstamo al Museo Blanes desde 1976.

## Contexto histórico y artístico de la obra
La idea del cuadro fue elaborada años antes de la realización de la obra, surge en un contexto donde el círculo intelectual y político mostraba interés por el suceso. Se lo entendía como un hecho importante para el imaginario nacional uruguayo, con un peso simbólico relacionado a la identificación de los Treinta y Tres Orientales como ícono de las luchas independentistas hasta principios del siglo XX. 

El Juramento de los 33 Orientales nació dentro del contexto del proceso de formación de las identidades nacionales en el Río de la Plata. En el siglo XIX comenzaba a aflorar la voluntad independentista, y las ideas de un imaginario colectivo propio que uniera en un relato a la nación. Para difundir y proyectar este  imaginario nacionalista era necesario, según Gabriel Peluffo, construir una identidad propia a través de esta imagen como una herramienta pedagógica.
Los esbozos de autogestión política, social y económica en el siglo XIX, no produjeron de manera automática conciencia pública de autonomía e identidad: a ésta fue necesario formularla también simbólicamente en el plano de la representación, y, para el caso que nos ocupa, de la representación imaginal.
Gabriel Peluffo.
Estos proyectos eran llevados adelante por las notabilidades de la época, como la élite militar y la élite letrada. Estos últimos fueron los encargados de representar los sentidos de identidad e independencia a través de las imágenes.
En 1866, ante estos aspectos, los cuales Gabriel Peluffo refirió como “condiciones favorables” es que Juan Manuel Blanes propuso a la Junta Económico Administrativa de Montevideo la realización de un cuadro que aludiera a la Cruzada Libertadora de 1825.
La historia del Estado Oriental del Uruguay era para el período de Juan Manuel Blanes aún objeto de debate. La declaración de la independencia había sido en 1830 y sus repercusiones aún tenían incidencia en la sociedad uruguaya. El proceso y resignificación social de la consolidación del nuevo Estado no tenía orígenes lejanos en el tiempo. Es por esto que abordar en el arte episodios que la historia no había consensuado en un “relato oficial”, considerando las distintas  interpretaciones y  figuras históricas partícipes, significó una preocupación personal y responsabilidad para Juan Manuel Blanes. En posibilidad de ser juzgado social, artística y políticamente es que el pintor decide remitirse en 1878 hacia los Señores de la Sociedad, Ciencia y Arte para defender y explicar sus intenciones  detrás de la creación del Juramento de los Treinta y Tres Orientales. Previo a legitimar la realización de la obra y darle una razón de ser, realizó en su Memoria un recorrido descriptivo por las corrientes, ideas y escuelas influyentes en el desarrollo técnico y simbólico de la pintura desde la antigüedad hasta su tiempo. 

En esta Memoria realza la importancia moral, “civilizadora” y de “disciplinamiento social” de la obra al aportar un aspecto visual a un imaginario ya existente en otras obras y textos. Participar en la forjación de la nueva nación a través de la realización  de la pintura ya había sido desde hacía tiempo uno de sus  intereses, más su tardanza fue influida por el compromiso  y capacidad que debía tenerse con la patria además de las buenas intenciones.  
Es tan grande la voluntad que el artista necesita para luchar, por razones de elementos escasos y de estímulo,  pero de ese estímulo que vive en la atmósfera de los pueblos que cultivan con calor las bellas artes, como es grande la lucha para servir, dignamente las aspiraciones sociales que aparecen en épocas de desenvolvimiento intelectual, como aparecen las del Plata.

Juan Manuel Blanes sobre retratar en el arte la historia nacional.

La decisión de pintar una imagen referida al 19 de abril de 1825 fue, en palabras del artista, “ porque en ese día la independencia nacional había puesto su pie con firmeza en esta tierra”.  Ilustrar sucesos de la etapa colonial, durante la época del Virreinato del Río de la Plata era para Blanes tomar como modelo episodios históricos que aún eran objeto de debate político. El pintor consideró que no era labor del artista interpretar lo que la historia aún tenía por contestar.  Por otro lado, tampoco consideró que otros sucesos o movimientos de la etapa revolucionaria fueran más que preliminares, de carácter preparativo para la independencia del país. Ninguno parecía mostrar la "majestuosidad" que se necesitaba para considerarse una gran imagen a retratar. Escenarios como el de la Proclama emitida por el General Juan Antonio Lavalleja fueron considerados, mas fue descartado: “porque la conveniencia no estaba en distinguir demasiado al jefe, sino caracterizar igualmente el propósito del que estaba animado esa colectividad de héroes” El juramento realizado en la Agraciada no tiene evidencia de ser una verdad histórica pero fue considerado “verosímil, conveniente a la moral y necesario a la composición” La decisión de perseguir esa imagen fue fundada bajo los principios de verosimilitud, unión y belleza (desde su simbolismo histórico-político hasta las técnicas artísticas y ópticas). Como dice Gabriel  Peluffo, fue una forma de mostrar que la independencia y la forjación de una nación inicia bajo un acto de voluntad y compromiso colectivo. 
He adoptado, pues, la verosimilitud del juramento, porque es bella, conveniente, buena, esto es, hace unidad una, da acción é interés á todos los personajes, sin que las gradaciones de unidad, subalterna disputen valor á la unidad principal.
Juan Manuel Blanes sobre la condición de unidad en su representación pictórica.
Pintor uruguayo, he pintado un cuadro para mi país, llamando en mi auxilio los recursos de la inspiración nacional, haciendo servir á mi intento las conveniencias y lo bueno que pudiera acercar la belleza al carácter de la imagen, esencialmente simple, uruguaya en 1825.

Juan Manuel Blanes sobre las condiciones seguidas para la realización de la pintura.

### Influencias personales
Gabriel Peluffo cataloga al año en donde la pintura fue propuesta como proyecto ante la Junta Económico Administrativa de Montevideo con condiciones “políticamente favorables”. Esto debido al contexto político que se vivía en la época, favoreciendo la imagen del cuerpo militar y la seguridad que brindaba el Estado.
Además de estas condiciones que denotaban un sentimiento de viabilidad nacional para el proyecto Blanes, Peluffo no descarta como un factor importante la posible influencia y servicio de Domingo Ordoñana. El estanciero era amigo de Blanes y propietario de la estancia Casablanca, ubicada en el predio donde aconteció el histórico Desembarco en abril de 1825. Además, como una posible influencia política, Ordoñana tenía ideas anti-artiguistas y pro-lavallejistas.
El 19 de abril de 1875, el artista y su hijo Juan Luis, acompañados por el boticario José Arechavaleta, visitaron el lugar del desembarco conducidos por Ordoñana. Según la anécdota de Férnandez Saldaña, el estanciero también habría enviado, desde su estancia en la Agraciada, una cantidad de arena suficiente para cubrir el suelo del taller donde Blanes hacía posar a sus modelos. Casablanca habría tenido un papel fundamental en la construcción de la ficción y la obra a través de esta serie de “cuadros vivos” realizados previos al Juramento.
La composición del Juramento de los Treinta y Tres Orientales buscaba, según el autor, buscaba llegar  a una “verdad inteligible y óptica” por medio de la claridad, la simplicidad, la unidad, los episodios, el traje y el modo (la precisión), la economía, la armonía, el interés y el aspecto.

### Presentación al público y difusión
El cuadro fue expuesto al público a principios de 1878 tras su finalización en el taller de Juan Manuel Blanes. Por otro lado,el 5 de enero del mismo año se exhibió la Memoria de Blanes ante un auditorio de la Sociedad Ciencias y Artes de Montevideo; el texto también fue impreso y difundido como libre independiente y dentro del boletín publicado por la Sociedad de Ciencias y Artes.
(...) la fuerte presencia, en aquel contexto, del cuadro y las ideas que representaba en la esfera pública de la época, invitan a pensar que se trataba de una posible estrategia de difusión y legitimación primaria de la imagen para sentar las bases iniciales de su favorable recepción.

Elisa Pérez Buchelli

### Donación del cuadro y paradero
En 1878 y tras su finalización, el cuadro fue donado al Estado. Este hecho fue interpretado como una muestra de generosidad y patriotismo por parte de Blanes; concepción reiterada en el marco de la “Exposición Juan Manuel Blanes” realizada en el Teatro Solís en 1941. Un momento importante para la construcción de la imagen del autor y su obra por parte de las autoridades públicas y políticos uruguayos. Este acto le facilitó a la obra un impulso para volverla una pieza consagrada dentro del imaginario nacionalista uruguayo.
A lo largo del tiempo El Juramento de los Treinta y Tres Orientales tuvo distintos paraderos. En julio de 1878 fue trasladado a Buenos Aires junto a La revista de Rancagua para participar en una exposición, donde se vendieron reproducciones fotográficas de ambas obras. En 1880 la obra fue trasladada por el gobierno nacional a los efectos de “decorar” la sala de recepción de la nueva sede de la Casa de Gobierno. En 1890, Juan Mesa, subdirector de la Sección Bellas Artes del Museo Nacional, le solicitó al ministro de Instrucción Pública, Dr. Carlos A. Berro, autorización para trasladar el Juramento desde la Secretaría de la Presidencia, donde se encontraba, al mencionado museo con el fin de “dar realce a la sección Bellas Artes e Historia”. El 26 de septiembre de 1890 el Juramento fue ingresado al inventario de la Sección Bellas Artes del Museo Nacional con el número 86. En 1902, se acondicionó la Sección Bellas Artes en la que se organizó la “Sala Blanes”, donde se expuso este cuadro. En 1914 el Museo Nacional de Bellas Artes cambió de sede al trasladarse al Pabellón de Higiene ubicado en el Parque Urbano (actual Parque Rodó). El cuadro de El Juramento fue trasladado junto a todo el acervo del Museo de Bellas Artes. En 1941 la Comisión de Bellas Artes del Ministerio de Instrucción Pública exhibió las obras de Blanes en su conjunto, en el Teatro Solís.
A fines del mismo año se realizó en Buenos Aires otra gran exposición de la obra de Blanes, por parte del Instituto Cultural Argentino-Uruguayo en el Museo Nacional de Bellas Artes. El 8 de agosto de 1973, a pocas semanas de consumado el golpe de Estado que dio inicio a la dictadura, Presidencia de la República solicitó que el Juramento fuera cedido en préstamo para su exhibición en la Casa de Gobierno. En noviembre de 1976, bajo el programa de actos conmemorativos del 250.º aniversario del proceso fundacional de Montevideo, se inauguró la "Exposición Blanes" en el Museo Juan Manuel Blanes, lugar donde se encuentra expuesta la obra hasta la actualidad.

## Descripción pictórica
Entre los meses de septiembre de 2014 y marzo de 2015, el Juramento de los 33 Orientales fue expuesto a trabajos de conservación curativa y restauración realizados a la vista del público en el Museo de Bellas Artes Juan Manuel Blanes a cargo de las restauradoras Claudia Barra y Matilde Endhardt.

El proyecto de restauración de la obra fue acompañado de un libro titulado La restauración del Juramento de los 33 Orientales, donde se presentó información del proceso y las observaciones recopiladas. Dentro de este proyecto, científicos dedicados al análisis de bienes culturales realizaron un estudio de su materialidad y de su técnica pictórica.
La presente investigación nos ha dado la oportunidad de introducirnos en la dimensión material de la obra de Blanes e indagar sobre la técnica pictórica y los elementos elegidos por el artista en la ejecución del Juramento. Incursionamos en su mundo de materia y color, con el estudio de las superposiciones, los efectos de las mezclas, la estratificación y su relación con la escala tonal.

Federico Eisner, Fernando Marte y Claudia Barra en La restauración del Juramento de los 33 Orientales.
Como conclusión después del proceso de restauración, Federico Eisner, Fernando Marte y Claudia Barra indicaron en el libro que la obra presenta una base de preparación clara de blanco de plomo (albayalde) como componente principal, lo que revela la preparación base de la tela donde se pintó. Según los especialistas involucrados, esto permitió concluir que la tela completa fue preparada posiblemente de una sola vez con un estrato de la misma composición. Queda como un interrogante si la tela pudo haber sido adquirida ya preparada o si la preparación la realizó el propio Blanes.
Asimismo, se indicó que la paleta de colores utilizados por el artista muestra una amplia gama de colores. Están presente los primarios- en vestimenta y banderas- y una importante variedad de verdes en el follaje. Colores ocre en el suelo, amarillos que sirven de dorado en las armas presentes y rosados y anaranjados que destacan por su intensidad.
Se notaron presentes en la pintura gran variedad de inclusiones, en tamaño y en color. Tierras rojas de distinta intensidad, compuestas principalmente por óxidos de hierro, así como también bermellón en inclusiones de tonos más anaranjados. Durante la restauración hallaron inclusiones de carbón y de blanco de plomo, también de lazurita. Se determinó la presencia de pigmentos lazurita y rojo bermellón en la vestimenta, y tierras de color rojo ocre en el suelo. También pigmentos como el albayalde (blanco de plomo) en el suelo, el cielo y las armas presentes de forma abarcativa.
En la forma en que está pintado el cielo se aprecia especialmente- aunque más limitada que en otros trabajos del artista-  el gran dominio de la veladura, una técnica muy utilizada por Blanes. 
 

Luego de los análisis hechos durante la restauración, los investigadores determinaron que la totalidad de los pigmentos reconocidos son los esperados para un artista como Juan Manuel Blanes, quien contaba con una sólida formación académica en la escuela florentina del siglo XIX.
El estudio de la técnica pictórica nos revela cuánto de la efervescencia propia de aquel momento en la aplicación de nuevos materiales y técnicas atrajo el interés del artista.
Federico Eisner, Fernando Marte y Claudia Barra.

Respecto a la intención y mensaje de unidad, Gabriel Peluffo destaca que hay diferencias jerárquicas que se expresan en la disposición de los cuerpos en la obra. Un claro ejemplo es la vaga representación de Dionisio Oribe en la obra en comparación a los otros personajes.
Si bien son varios los personajes representados con rostros esquivos o vagamente definidos, no puede dejarse de presumir jerarquías étnico-políticas tanto en la ubicación de militares uniformados en los primeros planos, como en la situación marginal dentro de la escena -con el rostro eclipsado- que adopta Blanes para representar la figura de Dionisio Oribe, hijo de esclavos y criado de Don Manuel, único afrodescendiente aludido en la obra.
Gabriel Peluffo.
A pesar de la nombrada heterogeneidad, Blanes en el Juramento intenta establecer la unidad general mediante el uso de un horizonte levemente curvado, cuyo cenit coincide con el centro de la escena, cerca de la figura del líder y a la bandera. Esta curvatura del horizonte junto a una falsa perspectiva, contribuyen a la definición de un espacio escénico en el que el arenero adquiere especial protagonismo en la imagen.

## Otras representaciones

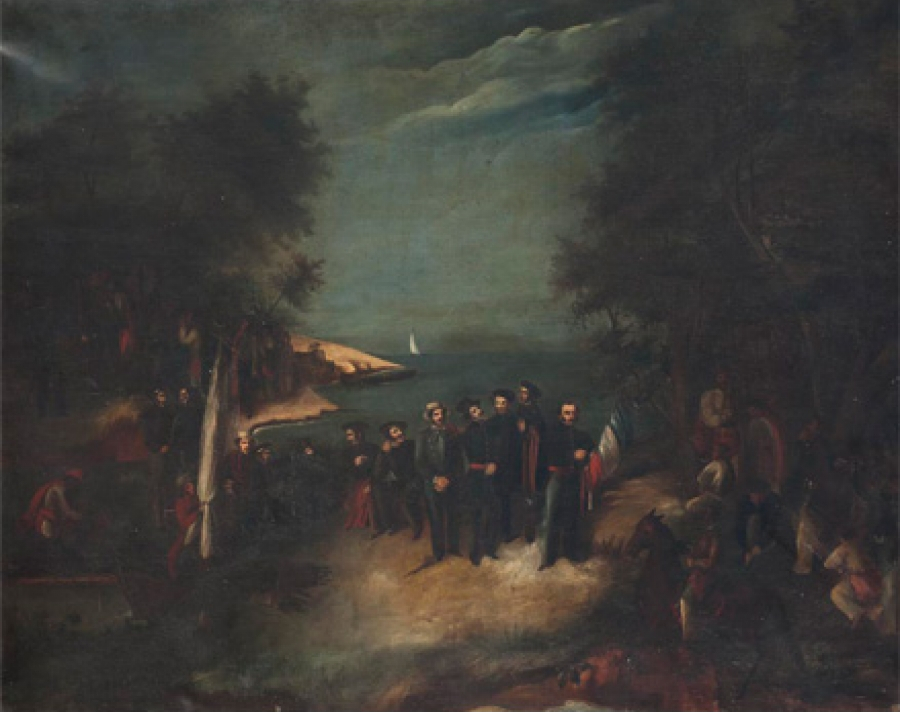
"El Desembarco de los 33 Orientales” Representación pictórica realizada por la pintora uruguaya, Josefa Palacios en 1854. Ubicación actual en el Museo Histórico Nacional

Existen otras representaciones que aluden a la llegada de los 33 Orientales a La Agraciada, pero que toman el foco en otros escenarios del momento. Entre ellos se encuentran la obra de Josefa Palacios, “Desembarco de los 33 Orientales”.
Otra representación es un dibujo realizado a tinta en un acta que contiene un fragmento de la bandera que los Treinta y Tres urilizaron durante la Cruzada Libertadora. El dibujo es una representación del desembarco. Este trabajo es atribuido a Juan Manuel Blanes y a Juan Manuel Besnes e Irigoyen.
Además de representaciones visuales, también existe un texto. 
Del mismo año data la primera edición del texto Bosquejo histórico de la República Oriental del Uruguay de Francisco A. Berra, el cual construyó un relato historiográfico sin precedentes acerca del episodio del desembarco de los Treinta y Tres destinado a un público escolar”. Según Elisa P. Buchelli, “es posible considerar una incidencia del discurso historiográfico de Berra en la conceptualización de la obra.

La Restauración del Juramento de los Treinta y Tres Orientales.